# Patrick McCabe
Patrick McCabe (Født 1955) er en irsk romanforfatter fra Clones, County Monaghan. 

## Romaner
- Music on Clinton Street, Dublin, Raven Arts Press, 1986.
- Carn, London, Aidan Ellis, 1989.
- The Butcher Boy, London, Pan, 1992, Irish Times / Aer Lingus Prize.
- The Dead School, London, Picador, 1995.
- Breakfast on Pluto, London, Picador, 1998.
- Mondo Desperado, London, Picador, 1999.
- Emerald Germs of Ireland, New York, HarperCollins, 2001.
- Call Me the Breeze, London, Faber, 2003.

## Børneliteratur
- The Adventures of Shay Mouse, Dublin, Raven Arts Press, 1985.

## Teater
- Frank Pig Says Hello, 1992.
- Loco County Lonesome, 1994.

## Film
- The Butcher Boy, (skrevet med Neil Jordan), 1998.
- A Mother’s Love Is a Blessing. RTE : 1994.

## Forskning om Patrick McCabe
- Doktorafhandling : La réécriture de l'histoire dans les romans de Roddy Doyle, Dermot Bolger et Patrick McCabe.(forfatter : Alain Mouchel-Vallon, Reims universitet, Frankrig, 2005)